# Carl Diedric Engelhart
Carl Diedric Engelhart, född 2 juli 1722 i Helsingborg, död 29 oktober 1812 i Göteborg, var en svensk kirurg. Han var son till Hinric Christopher Engelhart och far till Johan Henric Engelhart.
Carl Diedric Engelhart erhöll enskild undervisning, varpå han blev student vid Uppsala universitet där han undervisades i kirurgi av Olof Rudbeck den yngre, Lars Roberg och Nils Rosén von Rosenstein. År 1742 blev Engelhart kirurg vid amiralitetet och följde samma år med trupperna till Finland under det pågående kriget. År 1744 åtföljde han som kirurg en svensk ambassad till Ryssland och bedrev därefter studier vid Köpenhamns universitet 1744-1746 under Simon Crüger, Balthazar Johannes de Buchwald och Georg Detharding. År 1746 blev Engelhart regementsfältskär vid överste Gustaf Ruthensparres värvade regemente i Göteborg och samma år mästare i kirurgi. För att få möjlighet till vidare studier tog han anställning vid Svenska Ostindiska Companiet och följde dess fartyg till Kina, och sedan han 1749 under återresan mönstrat av passade han på att studera i Leiden, Paris och London. Engelhart återkom till Göteborg 1754 och blev året därpå förste stadsfältskär i staden. Han blev kunglig livmedicus 1762, arkiater 1789 och erhöll 1795 avsked som stadsfältskär. Engelhart var från 1776 ledamot av Kungliga Vetenskaps- och Vitterhetssamhället i Göteborg, från 1784 som preses. Han blev riddare av Vasaorden 1798.